# Хрустова (річка)
Хрустова — річка  в Україні й Молдові, у Тульчинському районі Вінницької області та Кам'янському районі Придністров'я. Ліва притока Кам'янки (басейн Дністра).

## Опис
Довжина річки 24 км, похил річки — 6,3 м/км. Формується з багатьох безіменних струмків, приток та водойм.  Площа басейну 105 км².

## Розташування
Бере  початок в урочищі Три Дуби на південному заході від Рудниці. Тече переважно на південний захід через Піщанку. Перетинає українсько-молдовський кордон і у селі Хрустова впадає у річку Дністер. 
Річку перетинають автомобільні дороги Т 0225, Т 0223